# Mistelbach (Dolna Austria)
Mistelbach, Mistelbach an der Zaya – miasto powiatowe w Austrii, w kraju związkowym Dolna Austria, siedziba powiatu Mistelbach, nad rzeką Zaya. Liczy 11 136 mieszkańców (1 stycznia 2014).

## Współpraca
Miejscowości partnerskie:
- Barleben, Niemcy (kontakty utrzymuje dzielnica Ebendorf)
- Neumarkt in der Oberpfalz, Niemcy
- Pécel, Węgry